# Љубиша Спајић
Љуба Спајић (Београд, 7. март 1926 — Београд, 28. март 2004) био је југословенски фудбалер и тренер.
Носио је дрес и био капитен београдске Црвене звезде у периоду кад је она освојила највише трофеја у својој историји: освајао је титулу државног првака 1956, 1957, 1959. и 1960. године, а као капитен тима примио је 1959. и трофеј Фудбалског купа Југославије. За Црвену звезду одиграо је укупно 387 утакмица (од тога 161 првенствену) и постигао 20 голова.
Уз осам утакмица за „Б“ селекцију (1951—1958), одиграо је и 15 утакмица за репрезентацију Југославије. Дебитовао је 7. септембра 1950. против Финске (2:3) у Хелсинкију, ушавши у игру у другом полувремену, а последњу утакмицу у дресу са државним грбом одиграо је 10. новембра 1957. против Грчке (4:1) у Београду.